# Vuadens
Vuadens (frp. Vouadin; hist. Wüadingen, Wüdingen) – gmina (fr. commune; niem. Gemeinde) w Szwajcarii, w kantonie Fryburg, w okręgu Gruyère. 

## Demografia
W Vuadens mieszkają 2 472 osoby. W 2020 roku 17,8% populacji gminy stanowiły osoby urodzone poza Szwajcarią.

## Transport
Przez teren gminy przebiega autostrada A12 oraz droga główna nr 12.